# Kyselina stearová

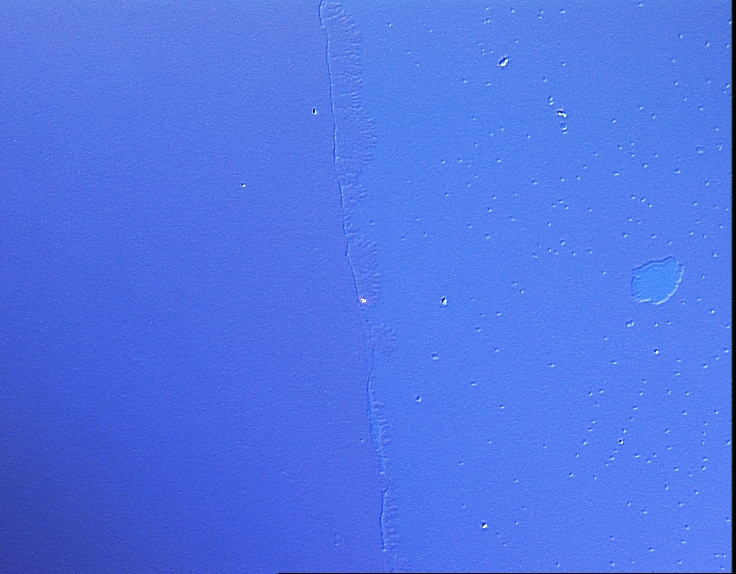
Monovrstva kyseliny stearové

Kyselina stearová je jedna z mnoha organických (konkrétně karboxylových) kyselin. Její vzorec je CH3[CH2]16COOH. Název pochází z řeckého stéar - lůj. Její soli a estery se nazývají stearany nebo stearáty. Patří mezi vyšší mastné kyseliny, její estery s glycerolem jsou složkami tuků.
Kyselina stearová je obsažena v přirozených tucích. Její hustota je 941 kg/m3 a molární hmotnost je 284,486 g/mol. Za normální teploty je pevnou látkou, taje při 70,1 °C, vře při 358 °C.

## Využití
Její soli se nazývají stearany, používají se k výrobě mýdel a pracích prostředků. Kyselina stearová tvoří směs s kyselinou palmitovou. Tato směs se nazývá stearin, je to látka podobná vosku a používá se k výrobě mýdla a svíček. Stearan draselný (draselná sůl/mýdlo stearinu) je používán jako účinný emulgátor při výrobě syntetického, zejména butadienstyrenového kaučuku (SBR, emulzní SBR, ESBR), zpravidla ve směsi s mýdly pryskyřičné kyseliny abietové (kalafunátů).